# Björn Gögge
Björn Gögge (* 2. Oktober 1991 in Würselen) ist ein deutscher Musiker, Autor und Slam-Poet.

## Leben
Nach bestandenem Abitur am Heilig-Geist-Gymnasium in Broich studierte er Englisch, Geschichte und Philosophie an der Universität Duisburg-Essen. Gögge lebt und arbeitet in Berlin.

### Musik
Nachdem er unter anderem bei der Hardcore-/ Southern-Rock-Band Lavatch als Bassist tätig war, erschien im Dezember 2015 Gögges erstes Klavieralbum Oktaven, das sich stilistisch der Neo-Klassik zuordnen lässt. Ein halbes Jahr später, im Mai 2016, erschien die EP hoch/tief. Im September 2017 gewann er den Newcomer-Wettbewerb zum Sampler Music Made in Krefeld, die dazugehörige Veröffentlichung mit 23 Beiträgen (darunter Gögges Á Trois) aus der Krefelder Musikszene erschien im November desselben Jahres. Im Herbst 2018 erschien beim Label Tonzonen Records sein Album Cracau, für das er sich von Gemälden zu Musik hat inspirieren lassen. Cracau erschien auf CD sowie in limitierter Auflage auf Vinyl. 2019 folgte die EP Epos, die eher dem Genre der Electronica zuzuordnen ist, ebenso die darauf folgende Single Encore, die im selben Jahr erschien.

## Veröffentlichungen (Auswahl)
- Oktaven (2015)
- hoch/tief EP (2016)
- Cracau (2018, Tonzonen Records)
- Epos (2019)
- Encore (2019)
- Feevah EP (2021, Enormous Chills)
- Transfer (2021, Enormous Chills/Kontor Records)

### Beitrag auf
- Music Made in Krefeld (2017, Krefelder Perspektivwechsel)